# Aristolochia passiflorifolia
Aristolochia passiflorifolia är en piprankeväxtart som beskrevs av Achille Richard. Aristolochia passiflorifolia ingår i släktet piprankor, och familjen piprankeväxter. Inga underarter finns listade i Catalogue of Life.